# Lepoglavska čipka
Lepoglavska čipka vrsta je čipke na batiće, koja potječe iz grada Lepoglave. Ima oznaku Izvorno hrvatsko. Nalazi se na UNESCO-ovoj Reprezentativnoj listi nematerijalne baštine čovječanstva.
Za izradu čipke koristi se veoma tanak pamučni ili laneni konac. Lepoglavska čipka, bijela ili bež, sadrži stilizirane oblike flore i faune te barokne i geometrijske motive.
Lepoglavska je čipka svoj pravi procvat doživjela s kraja 19. stoljeća i u prvoj polovici 20. stoljeća zahvaljujući Zlati pl. Šufflay koja prva organizira izradu čipke i oplemenjuje je narodnim ornamentom, a iznimno uspješno njezin rad nastavlja Danica Brössler poslije Prvoga svjetskog rata. Podigla je kvalitetu izrade čipke upotrebljavajući tanki konac i kombinirajući motive iz poznatih čipkarskih središta s narodnim i baroknim elementima. Zaslužna je za prepoznatljiv dizajn lepoglavske čipke. Podignuta joj je spomen-ploča na gradskoj vijećnici u Lepoglavi. Po njoj je nazvano i Čipkarsko društvo "Danica Brössler" iz Lepoglavi.
Lepoglavska čipka davno je zapažena u Europi pa je 1937. u Parizu nagrađena zlatnom, a 1939. u Berlinu brončanom medaljom, a 1996. godine zapažena je na Ljetnim olimpijskim igrama u Atlanti.
Zadruga lepoglavske čipke osnovana 2003. godine brine o razvoju i očuvanju lepoglavske čipke. Zadruga je dobila priznanje "Zeleni cvijet 2004." Hrvatske turističke zajednice za cjelovitost i originalnost suvenirske ponude kontinentalne Hrvatske.
Međunarodni festival čipke u Lepoglavi održava se svake godine u jesen, od 1997. godine. U posljednje vrijeme puno se ulaže na revitalizaciji i promocije lepoglavske čipke u Hrvatskoj i svijetu. U lipnju 2011. na 1. međunarodnom čipkarskom festivalu u Vologdi u Rusiji, lepoglavska je čipka u konkurenciji 10 zemalja i 36 ruskih oblasti proglašena najljepšom. U Državnom muzeju čipke u ruskom gradu Vologdi otvorena je izložba hrvatske čipke pod nazivom "Čarobni triptih" u listopadu 2012. godine. Predstavljena je i na 14. festivalu čipke u poljskom gradu Bobowi 2013. godine.